# Синканкасит
Синканкасит — мінерал, фосфат з формулою H
2MnAl(PO
4)
2(OH)·6H
2O, названий на честь Джона Синканкаса (1915—2002), відомого автора та колекціонера мінералів Інституту океанографії Скріппса.
Синканкасит триклінний; безбарвні, пластинчасті до призматичних кристалів до 4 мм завдовжки, часто у вигляді розбіжних, радіальних агрегатів і у вигляді псевдоморфоз після кристалів трифліту; зустрічається у пегматиті Баркера (колишній пегматит Фергюсона), на схід від Кістоуна, Південна Дакота, і в пегматиті Палермо, Північний Гротон, Нью-Гемпшир.